# Шеремет, Николай Спиридонович
Шеремет Николай Спиридонович (10 (23) декабря 1906, Могилев — 28 октября 1986, Киев) — советский поэт, прозаик, член союза писателей СССР (с 1934 года), муж писательницы Веры Ениной, отец художника Александра Шеремета.

## Биография
Родился в городе Могилев (ныне Беларусь). В 1929 году окончил Киевский институт народного образования, в том же году начал печататься (сборник «В поход»), принадлежал к литературной организации «Молодняк». Член ВКП(б) с 1940 года. Участник Великой Отечественной войны. В 1942–1943 годах находился в партизанском соединении Алексея Фёдорова. В годы войны печатал статьи, очерки, стихи в газетах «Известия», «Комсомольская правда», «Коммунист», «Советская Украина».
Был среди доверенных людей бывшего партизанского генерала Алексея Фёдорова, которые рецензировали партизанские воспоминания, документальные и художественные произведения писателей о партизанах и подпольщиках, прежде чем быть выданным. От авторов требовалось приводить их произведения в соответствие с точкой зрения Фёдорова.
Жил в Киеве. В начале 1960-х годов остро выступал с официальных партийных позиций против шестидесятников.
Награжден орденом Красного Знамени, медалями.
Умер 28 октября 1986 года. Похоронен на Байковом кладбище рядом с женой.

## Творчество
Автор большого количества сборников стихов — все в официальном духе. Того же направления и книги очерков «В районе сплошной» (1930), «Кровь их не прошла зря» (1938); в частности по партизанской тематике: «В лесах Украины» (1944), «В партизанских отрядах» (1947), «Молодые мстители» (1949), «Из глубин памяти» (1977); роман «Стражи мира» (1936).